# As Aventuras do Dr. Bogoloff
As Aventuras do Dr. Bogoloff é um romance escrito por Lima Barreto e publicado em 1912 como folhetim no Rio de Janeiro.
O personagem principal, o anarquista russo Grégory Petróvitch Bogóloff, reaparece no romance Numa e a Ninfa, de 1915. Embora as Aventuras tenham sido escritas anteriormente, em 1912, só foram reunidas em livro quase 30 anos depois da morte do autor, em 1950. Em ambos os livros, Bogoloff, exilado no Brasil, é um espertalhão desiste da vida honesta e tenta enriquecer por meio de golpes. 
O romance de Lima Barreto pode ser considerado, como diversas de suas outras obras, uma sátira da sociedade brasileira do início do século XX. Os personagens e situações descritos fazem referência ao processo de sucessão de Afonso Pena.

## Capítulos

### 1. Fiz-me, então, diretor da Pecuária Nacional
Bogoloff consegue um emprego no Ministério da Agricultura, apresentando um plano para criar porcos do tamanho de bois e bois do tamanho de elefantes, além de criar peixes a sexo.

### 2. Como escapei de "salvar" o Estado dos Carapicus
O protagonista visita um estado da Região Nordeste do Brasil e se faz passar por governador.

### 3. Dei alguns planos e pintei a batalha de Salamina
Demitido do Ministério, torna-se crítico de arte e ensina como pintar a Batalha de Salamina, tendo seu quadro adquirido pela Pinacoteca Nacional.

### 4. Fui um momento Sherlock Holmes
Depois de apresentar um relatório inocentando um suspeito de assassinato, Bogoloff divide com o próprio acusado a recompensa pelo serviço prestado..